# Nederlandse inzendingen voor de Oscar voor beste internationale film
Dit is een lijst van Nederlandse inzendingen voor de Oscar voor beste internationale film, tot 2019 bekend als de Oscar voor beste niet-Engelstalige film. Nederland is in totaal zeven keer genomineerd geweest, heeft drie keer de shortlist gehaald en won de prijs ook drie keer (De aanslag, Antonia en Karakter). Twee films zijn afgewezen door het Oscar-comité, dit waren Spoorloos omdat de film te veel Franse dialogen bevatte en Bluebird omdat hij eerder dat jaar op televisie werd vertoond.
Titels met een gele achtergrond belandden op de shortlist, die met een blauwe achtergrond werden uiteindelijk genomineerd voor een Oscar en die met een rode achtergrond wonnen de prijs.
| Jaar | Titel                              | Regisseur                         | Opmerking         |
| ---- | ---------------------------------- | --------------------------------- | ----------------- |
| 1959 | Dorp aan de rivier                 | Fons Rademakers                   | Genomineerd       |
| 1963 | Als twee druppels water            | Fons Rademakers                   |                   |
| 1964 | Alleman                            | Bert Haanstra                     |                   |
| 1969 | Monsieur Hawarden                  | Harry Kümel                       |                   |
| 1971 | Mira                               | Fons Rademakers                   |                   |
| 1973 | Turks fruit                        | Paul Verhoeven                    | Genomineerd       |
| 1974 | Help, de dokter verzuipt!          | Nikolai van der Heyde             |                   |
| 1975 | Dokter Pulder zaait papavers       | Bert Haanstra                     |                   |
| 1976 | Max Havelaar                       | Fons Rademakers                   |                   |
| 1977 | Soldaat van Oranje                 | Paul Verhoeven                    |                   |
| 1978 | Pastorale 1943                     | Wim Verstappen                    |                   |
| 1979 | Een vrouw als Eva                  | Nouchka van Brakel                |                   |
| 1980 | Opname                             | Marja Kok en Erik van Zuylen      |                   |
| 1981 | Come-Back                          | Jonne Severijn                    |                   |
| 1982 | Van de koele meren des doods       | Nouchka van Brakel                |                   |
| 1983 | De vierde man                      | Paul Verhoeven                    |                   |
| 1984 | Schatjes!                          | Ruud van Hemert                   |                   |
| 1985 | De Dream                           | Pieter Verhoeff                   |                   |
| 1986 | De aanslag                         | Fons Rademakers                   | Gewonnen          |
| 1987 | Van geluk gesproken                | Pieter Verhoeff                   |                   |
| 1988 | Spoorloos                          | George Sluizer                    | Gediskwalificeerd |
| 1989 | Leedvermaak                        | Frans Weisz                       |                   |
| 1990 | De avonden                         | Rudolf van den Berg               |                   |
| 1991 | Eline Vere                         | Harry Kümel                       |                   |
| 1992 | De Noorderlingen                   | Alex van Warmerdam                |                   |
| 1993 | De kleine blonde dood              | Jean van de Velde                 |                   |
| 1994 | 06                                 | Theo van Gogh                     |                   |
| 1995 | Antonia                            | Marleen Gorris                    | Gewonnen          |
| 1996 | Lang leve de koningin              | Esmé Lammers                      |                   |
| 1997 | Karakter                           | Mike van Diem                     | Gewonnen          |
| 1998 | De Poolse bruid                    | Karim Traïdia                     |                   |
| 1999 | Madelief, krassen in het tafelblad | Ineke Houtman                     |                   |
| 2000 | Kruimeltje                         | Maria Peters                      |                   |
| 2001 | Nynke                              | Pieter Verhoeff                   |                   |
| 2002 | Zus & Zo                           | Paula van der Oest                | Genomineerd       |
| 2003 | De Tweeling                        | Ben Sombogaart                    | Genomineerd       |
| 2004 | Simon                              | Eddy Terstall                     |                   |
| 2005 | Bluebird                           | Mijke de Jong                     | Gediskwalificeerd |
| 2006 | Zwartboek                          | Paul Verhoeven                    | Shortlist         |
| 2007 | Duska                              | Jos Stelling                      |                   |
| 2008 | Dunya & Desie                      | Dana Nechushtan                   |                   |
| 2009 | Oorlogswinter                      | Martin Koolhoven                  | Shortlist         |
| 2010 | Tirza                              | Rudolf van den Berg               |                   |
| 2011 | Sonny Boy                          | Maria Peters                      |                   |
| 2012 | Kauwboy                            | Boudewijn Koole en Jolein Laarman |                   |
| 2013 | Borgman                            | Alex van Warmerdam                |                   |
| 2014 | Lucia de B.                        | Paula van der Oest                | Shortlist         |
| 2015 | The Paradise Suite                 | Joost van Ginkel                  |                   |
| 2016 | Tonio                              | Paula van der Oest                |                   |
| 2017 | Layla M.                           | Mijke de Jong                     |                   |
| 2018 | Bankier van het verzet             | Joram Lürsen                      |                   |
| 2019 | Instinct                           | Halina Reijn                      |                   |
| 2020 | Buladó                             | Eché Janga                        |                   |
| 2021 | Do Not Hesitate                    | Shariff Korver                    |                   |
| 2022 | Narcosis                           | Martijn de Jong                   |                   |
| 2023 | Sweet Dreams                       | Ena Sendijarević                  |                   |
| 2024 | De terugreis                       | Jelle de Jonge                    |                   |